# Sentier Augustave
Le sentier Augustave est un sentier de randonnée de l'île de La Réunion, département d'outre-mer français dans le sud-ouest de l'océan Indien. Il traverse l'est du cirque naturel de Mafate, dans les Hauts de l'île, en reliant l'îlet d'Aurère, au nord-ouest, à une crête qui, au sud-est, court entre le sommet du Cimendef et celui du Morne de Fourche et qui ce faisant sépare Mafate du cirque voisin de Salazie, plus à l'est. Pour ce faire, il emprunte la ravine formée par le Bras Bémale puis une autre creusée par l'un de ses affluents, la Ravine Savon, en les remontant toutes les deux peu à peu.
Le sentier Augustave est entièrement situé sur le territoire de la commune de La Possession, à l'exception des derniers mètres qu'il parcourt au-delà de la crête, qui sert de frontière avec la commune de Salazie. Cette très courte section lui permet de rejoindre la route forestière du Haut Mafate, où il s'achève à 1 551 mètres d'altitude, soit 600 mètres plus haut que son autre extrémité. Il relève par ailleurs entièrement du parc national de La Réunion.
Le sentier Augustave est doublé tout le long de son parcours d'un aqueduc qui sert à alimenter Aurère en eau et qu'il permet d'entretenir, la canalisation Augustave. En cela il est similaire à un autre sentier permettant d'entrer dans Mafate, celui de la canalisation des Orangers, plus à l'ouest.